# Môn kinh doanh quốc tế
Ngành kinh doanh quốc tế (tiếng Anh: International business studies) là một môn học bắt buộc trong chương trình đào tạo Thạc sĩ Quản trị Kinh doanh (MBA) của nhiều trường trên thế giới.

## Nội dung
Môn học này có nhiều nội dung khác nhau. Một số nội dung cơ bản là:
- Chính sách thương mại
- Các công cụ của chính sách thương mại
- Thuế quan và các hàng rào phi thuế quan quốc tế
- Lý thuyết thương mại quốc tế
- Các tổ chức thương mại quốc tế và WTO
- Tác động của việc gia nhập các tổ chức thương mại quốc tế
- Xuất nhập khẩu
- Tên miền và thương mại điện tử
v v...

## Các bậc thầy trong môn Kinh doanh Quốc tế
- John J. Wild
- Kenneth L. Wild
- Wendell H. McCulloch
- Donald A. Ball
- Charles W.L. Hill